# Desmoplastyczny guz drobnookrągłokomórkowy
Desmoplastyczny guz drobnookrągłokomórkowy (ang. desmoplastic small round cell tumor, DSRCT) – typ mięsaka tkanek miękkich. Jest rzadkim guzem o wysokim stopniu złośliwości, najczęściej o wewnątrzbrzusznej lokalizacji pierwotnej (IDSRCT, intraabdominal DSRCT). Może też wychodzić, ale znacznie rzadziej, ze śródpiersia, płuca, opłucnej, głowy, szyi, jajników, jąder, trzustki czy nerek. Przerzutuje do wątroby, płuc, węzłów chłonnych i kości. Najczęściej chorują młodzi mężczyźni, głównie w drugiej i trzeciej dekadzie życia. W leczeniu wykorzystuje się chirurgiczne usuwanie guza, chemioterapię wielolekową i radioterapię. Rokowanie jest bardzo złe, odsetek 5-letniego przeżycia wynosi około 15%.

## Klasyfikacja ICD10
| kod ICD10     | nazwa choroby                                           |
| ------------- | ------------------------------------------------------- |
| ICD-10: C48   | Nowotwór złośliwy przestrzeni zaotrzewnowej i otrzewnej |
| ICD-10: C48.2 | Otrzewna, nie określona                                 |